# Талызин, Матвей Иванович (физик)
Матвей Иванович Талызин (1819 — после 1865) — русский педагог физико-математических наук.

## Биография
Родился в Санкт-Петербурге 13 (25) июля 1819 года; происходил из обер-офицерских детей. Окончил 3-ю Санкт-Петербургскую гимназию (серебряная медаль; 1836) и 2-е отделение (физико-математическое) философского факультета Санкт-Петербургского университета (кандидат университета; 1840). Сразу получил должность старшего учителя математики в 1-й Санкт-Петербургской гимназии (утверждён в должности в 1842 году); с 1845 года также преподавал механику в Коммерческом училище. 
В 1847 году, после защиты диссертации «О приливах и отливах», получил от Санкт-Петербургского университета степень магистра математических наук. В 1853 году был назначен на должность преподавателя физики в Александровский лицей, доставившую ему в 1856 году звание адъюнкт-профессора. В это время им было составлено «Руководство к математической и физической географии» (СПб., 1848; 3-е изд. 1857)и напечатан в «Bulletin de la classe physico-mathematique de l’Académie Imperiale des sciences de St.-Pétersbourg» мемуар «Untersuchugen über die Fluth und Ebbe im Weissen Meere» (3 «Abhandl»; в. VII, 1849, т. XI, 1853). 
В 1858 году перешёл исполняющим должность ординарного профессора в Киевский университет на кафедру физики и физической географии — читал курс общей физики для студентов физико-математического и медицинского факультетов, курс физической географии для студентов математического и естественного отделений. Читал также для студентов 3 и 4 курсов математического отделения курсы теории магнетизма и электричества и механической теории теплоты; в 1862 году появилось литографированное издание «Теории магнетизма». В 1859 году выезжал на три месяца с учёной целью в Европу. 
Вышел в отставку 22 октября 1865 года «за выслугой 25 лет по ученой части». После этого им были напечатаны: «О начале наименьшего действия» («Математический сборник». Т. II. — 1867), «Закон сохранения работы в применении к явлениям, производимым центробежною силою» («Математический сборник». Т. III, 1868); «О линейных дифференциальных уравнениях второго порядка» («Труды первого съезда русских естествоиспытателей и врачей в СПб.», 1868).
С 1849 года состоял членом Русского географического общества. Был награждён орденом Св. Станислава 2-й степени (в 1863).